# تشارلز أونيل (مهندس)
تشارلز أونيل (بالإنجليزية: Charles O'Neill)‏ هو مهندس ومهندس مدني وسياسي نيوزلندي وأسترالي، ولد في 23 مارس 1828، وتوفي في 8 نوفمبر 1900. انتخب عضو مجلس النواب النيوزيلندي.